# Manukau United Football Club
Maillots
Actualités
Le Manukau United Football Club, plus couramment abrégé en Manukau United, est un club néo-zélandais de football fondé en 2018 et basé à Māngere East, une banlieue d'Auckland.
Il participe actuellement à la NZNL, plus haut niveau du football néo-zélandais, dans la Northern League.

## Histoire
Le club a été créé en 1964, sous le nom de Manukau City. Il prend son nom actuel en 2018, après un partenariat avec le club de Māngere United.